# Santa Croce (Bassano del Grappa)
Santa Croce (Santa Croxe in veneto) è un quartiere di Bassano del Grappa situato al sud della città.

## Storia
Il quartiere si trova in uno dei più antichi nuclei abitati della città, come testimoniato dall'antica chiesa con cimitero ubicata in zona. Amministrativamente è però il quartiere più recente essendo stato istituito nel 2003. Confina con Borgo Zucco, Centro Storico, quartiere Firenze, Il Merlo e quartiere San Bassiano (Nuovo Ospedale).

## Geografia
Il perimetro del quartiere ricorda vagamente la forma di un pesce martello, con una "testa" posta nord, uno stretto corpo centrale, e una "coda" a sud. Il centro del quartiere è la chiesa parrocchiale (della Esaltazione della Santa Croce), con vicino oratorio, scuola materna parrocchiale "Maria Immacolata" , scuola elementare "A.Canova" e cimitero (situato nel confinante quartiere Merlo). Santa Croce è dotato di due parchi pubblici: uno meridionale, vicino alla chiesa, e uno nella zona settentrionale, in prossimità del centro storico. Nella parte Ovest è situato l'Istituto Tecnico Industriale Statale "Enrico Fermi", che compone la zona denominata "Centro studi" con il Liceo J. Da Ponte, gli istituti "Scotton", "Einaudi", "Remondini", contigui al quartiere.

## Demografia
Con i suoi 2 061 abitanti (dens.4375,8 ab./km², dato 2011), Santa Croce è uno dei quartieri più densamente popolati di Bassano. La popolazione media residente non è molto giovane, tuttavia il quartiere è meta quotidiana di giovani che si recano al centro studi.

## Sport
Vicino al cimitero sono presenti gli impianti sportivi, con l'associazione sportiva parrocchiale Polisportiva Santa Croce-San Lazzaro.

## Luoghi d'interesse
- Villa Giusti del Giardino, aperta una volta all'anno.[2]